# Copa Centroamericana Campeones de Copa 1991
La Copa Centroamericana Campeones de Copa 1991 fue la única edición de la Copa Centroamericana Campeones de Copa. y contó con la participación de 4 equipos de la región. El ganador y el subcampeón clasificaron a la fase final de la Recopa de la Concacaf 1991.
El Atlético Marte de El Salvador fue el campeón tras vencer en al Comunicaciones de Guatemala en una cuadrangular.

## Equipos participantes
| País               | Equipo             | Vía de clasificación               |
| ------------------ | ------------------ | ---------------------------------- |
| El Salvador 1 cupo | CD Atlético Marte  | Campeón del Torneo de Copa 1990-91 |
| Guatemala 1 cupo   | CSD Comunicaciones | Campeón del Torneo de Copa 1991    |
| Costa Rica 1 cupo  | Deportivo Saprissa | Desconocido                        |
| Nicaragua 1 cupo   | Real Estelí FC     | Campeón Copa de Nicaragua 1991     |

## Desarrollo
Jugado en Ciudad de Guatemala, Guatemala.
| 8 de diciembre de 1991 | Comunicaciones   | 1:1 (1:0) | Atlético Marte   | Estadio Mateo Flores, Ciudad de Guatemala |  |
|                        | Marcelo Bauza 8' |           | Oscar Albizu 73' |                                           |  |

| 8 de diciembre de 1991 | Saprissa | 8:1 (6:0) | Real Estelí       | Estadio Mateo Flores, Ciudad de Guatemala |  |
|                        | Didiers Morales 17' 36' · Luis Herra 10' · Enrique Díaz 16' · Eddy Picado 30' · Gilberto Rohen 44' · Evaristo Coronado 60' · Luis Díaz 62' (a.g.) |           | Silvio Cortez 77' |                                           |  |

| 11 de diciembre de 1991 | Comunicaciones | 15:0 (9:0) | Real Estelí | Estadio Mateo Flores, Ciudad de Guatemala |  |
|                         | Marcelo Bauza · Raúl Chacón · Dionel Bordón · Jorge Aníbal Vargas · Oscar Hernández Girón · Jorge Pérez · Edgar Arriaza |            |             |                                           |  |

| 11 de diciembre de 1991 | Atlético Marte | 1:0 (0:0) | Saprissa | Estadio Mateo Flores, Ciudad de Guatemala |  |
|                         | Cardoso        |           |          |                                           |  |

| 15 de diciembre de 1991 | Real Estelí | 0:3 (0:2) | Atlético Marte                        | Estadio Mateo Flores, Ciudad de Guatemala |  |
|                         |             |           | Oscar Albizu 4' 59' · René Toledo 40' |                                           |  |

| 15 de diciembre de 1991 | Saprissa                      | 3:3 (1:2) | Comunicaciones                                                    | Estadio Mateo Flores, Ciudad de Guatemala |                            |
|                         | Evaristo Coronado 17' 77' 83' | Reporte   | Leonel Contreras 37' · Raúl Chacón 45' · Marcelo Bauza 52' (pen.) | Árbitro(s): Gonzalo Tejada                | Árbitro(s): Gonzalo Tejada |

### Clasificación
| Equipo         | PJ | PG | PE | PP | GF | GC | Dif. | Pts. |
| -------------- | -- | -- | -- | -- | -- | -- | ---- | ---- |
| Atlético Marte | 3  | 2  | 1  | 0  | 5  | 1  | +4   | 5    |
| Comunicaciones | 3  | 1  | 2  | 0  | 19 | 4  | +15  | 4    |
| Saprissa       | 3  | 1  | 1  | 1  | 11 | 5  | +6   | 3    |
| Real Estelí    | 3  | 0  | 0  | 3  | 1  | 26 | -25  | 0    |

| Bandera de El Salvador           |
| Campeón Atlético Marte 1° título |

Con el ánimo a tope, el 15 de diciembre Atlético Marte cerró el torneo con un triunfo de 3-0 sobre el débil Real Estelí de Nicaragua. Un doblete de Óscar Arbizú y uno más de René Toledo, dejaron al campeón salvadoreño en primer lugar invicto en tres juegos. En el juego de cierre, el Comunicaciones debía ganar al Saprissa para empatar en puntos con el líder marciano y quedarse con la copa por diferencia de goles. Pero al final fue un 3-3 y nada podía quitarle el título a los salvadoreños. Al final, cambiaron las placas de las copas, al Atlético Marte le dieron la de subcampeón, los chapines apagaron las luces del estadio y ahí terminó todo.